# Hjemme i verden
Hjemme i verden er en dansk portrætfilm fra 2017 instrueret af Torben Skjødt Jensen.

## Handling
Forfatter Kirsten Thorup fortæller om sit liv og sin kunst i denne portrætfilm. Da hun var barn og ung i provinsbyen Gelsted, var der intet, der tydede på, hun skulle blive forfatter. Men langsomt og ved tilfældets mellemkomst tog hendes liv retning, og hun trådte i karakter som dramatiker, lyriker og prosaist. Filmen præsenterer nedslag i romaner og teaterstykker gennem 50 år, og seerne får ikke bare forfatterens egen historie, men hører også om de store forandringer i samfundet, som forfatterskabet både afspejler og kommenterer.